# GPR142
GPR142 (англ. G protein-coupled receptor 142) – білок, який кодується однойменним геном, розташованим у людей на короткому плечі 17-ї хромосоми. Довжина поліпептидного ланцюга білка становить 462 амінокислот, а молекулярна маса — 51 106.
| 10         |  | 20         |  | 30         |  | 40         |  | 50         |
| ---------- |  | ---------- |  | ---------- |  | ---------- |  | ---------- |
| MSIMMLPMEQ |  | KIQWVPTSLQ |  | DITAVLGTEA |  | YTEEDKSMVS |  | HAQKSQHSCL |
| SHSRWLRSPQ |  | VTGGSWDLRI |  | RPSKDSSSFR |  | QAQCLRKDPG |  | ANNHLESQGV |
| RGTAGDADRE |  | LRGPSEKATA |  | GQPRVTLLPT |  | PHVSGLSQEF |  | ESHWPEIAER |
| SPCVAGVIPV |  | IYYSVLLGLG |  | LPVSLLTAVA |  | LARLATRTRR |  | PSYYYLLALT |
| ASDIIIQVVI |  | VFAGFLLQGA |  | VLARQVPQAV |  | VRTANILEFA |  | ANHASVWIAI |
| LLTVDRYTAL |  | CHPLHHRAAS |  | SPGRTRRAIA |  | AVLSAALLTG |  | IPFYWWLDMW |
| RDTDSPRTLD |  | EVLKWAHCLT |  | VYFIPCGVFL |  | VTNSAIIHRL |  | RRRGRSGLQP |
| RVGKSTAILL |  | GITTLFTLLW |  | APRVFVMLYH |  | MYVAPVHRDW |  | RVHLALDVAN |
| MVAMLHTAAN |  | FGLYCFVSKT |  | FRATVRQVIH |  | DAYLPCTLAS |  | QPEGMAAKPV |
| MEPPGLPTGA |  | EV         |  |            |  |            |  |            |

A: Аланін

C: Цистеїн

D: Аспарагінова кислота

E: Глутамінова кислота

F: Фенілаланін

G: Гліцин

H: Гістидин

I: Ізолейцин

K: Лізин

L: Лейцин

M: Метіонін

N: Аспарагін

P: Пролін

Q: Глутамін

R: Аргінін

S: Серин

T: Треонін

V: Валін

W: Триптофан

Кодований геном білок за функціями належить до рецепторів, g-білокспряжених рецепторів, білків внутрішньоклітинного сигналінгу. 
Локалізований у клітинній мембрані, мембрані.